# Nematogmus digitatus
Nematogmus digitatus là một loài nhện trong họ Linyphiidae.
Loài này thuộc chi Nematogmus. Nematogmus digitatus được miêu tả năm 1994 bởi Fei & Zhu.